# Latirus martinorum
Latirus martinorum is een slakkensoort uit de familie van de Fasciolariidae. De wetenschappelijke naam van de soort is voor het eerst geldig gepubliceerd in 1987 door Cernohorsky.